# アラゴン王国

アラゴン王国
Reino d'Aragón (アラゴン語)

アラゴン連合王国の位置（1190年）

アラゴン王国（アラゴンおうこく、アラゴン語: Reino d'Aragón、カタルーニャ語: Regne d'Aragó、スペイン語: Reino de Aragón）は、中世後期のイベリア半島北東部、現在のスペインのアラゴン州に存在した王国である。

## 起源
アラゴン王国はナバラ国王サンチョ3世（在位：1004年 - 1035年）による庶子ラミロ1世への領土分割に端を発する。サンチョ3世は大王と称される傑物で、イベリア半島北方のレオン王国のベルムード3世をガリシアへ敗走させ、カスティーリャ伯領（カスティーリャ王国の前身）を1029年、妃マヨールに継がせるなど、イベリアのキリスト教世界に覇を唱えた人物である。サンチョ大王は死に臨んで、息子たちに遺領を分割した。当時、アラゴン川流域のチャカ（アラゴン語名。スペイン語ではハカ）を中心とするアラゴンの領域は庶子ラミロ1世に与えられ、国王の称号も許された。アラゴン王国の成立である。12世紀レコンキスタ（再征服運動）の進展とともに、アラゴン王国はより広いエブロ川流域に進出し、1118年にはアルフォンソ1世がサラゴサの町をイスラム教徒から奪回した。以後サラゴサはアラゴン王国の都となっている。

## アラゴン連合王国

### カタルーニャとの連合
カタルーニャはアラゴンとは別の起源をもつ地域で、801年にカロリング王朝のルイ敬虔王が南フランスからピレネー山脈を越え、イベリア半島北東部のバルセロナをイスラム教徒から奪回したのが始まりである。フランク王国のスペイン辺境伯領として成立し、住民は南フランスのセプティマニアから来た者が多かった。このため今日でもこの地方の言語（カタルーニャ語）はスペインの他地域とは異なる。やがてフランク王国の解体によって政治的に自立し、現在のカタルーニャ州に当たる地域はバルセロナ伯領（カタルーニャ君主国）となった。アラゴン王家はこのバルセロナ伯家と通婚を重ね、1137年にアラゴン王ラミロ2世の一人娘ペトロニーラ女王とバルセロナ伯ラモン・バランゲー4世の結婚により、両家の連合が成立した。アラゴン、バルセロナともそれぞれ別のコルテス（議会）を持ち、法制度の違いも残ったが、2人の間の子アルフォンソ2世以降はバルセロナ家の君主の下に統合された。こうしてアラゴン連合王国と呼ばれる同君連合が成立した。

### 地中海への発展

アラゴン王国 (濃) と アラゴン連合王国 (淡)

強大化したアラゴン連合王国はレコンキスタを加速化させ、1229年にはハイメ1世がイスラム教徒が支配するバレアレス諸島を占領し、1238年にはバルセロナの南にあるイスラムのバレンシア王国を征服した。これによってイベリア半島におけるレコンキスタは一応終結し、アラゴン王国はバルセロナを拠点に地中海へ発展していく。1282年シチリア島民がフランス・アンジュー家の圧政に反して蜂起した「シチリアの晩鐘」が起こると、アラゴン国王ペドロ3世がシチリア国王として迎えられた。これ以後、アラゴン王家の分家が代々シチリアを支配することになる。またサルデーニャ島の領有権をイタリアのジェノヴァ共和国と争ったこともある。アラゴン王家とは無関係であるが、東ローマ帝国に傭兵として雇われたアラゴンとカタルーニャの騎士たち（アルモガバルス）が反乱を起こし、1311年から1390年頃までアテネ公国を支配したこともあった。

### ナポリ王国の領有
アンジュー家はナポリ王国でさらに100年近く続いたが、女王ジョヴァンナ2世の時代に後継問題がこじれて内紛が起こる。後継者のいないジョヴァンナ2世はフランスのアンジュー公ルネを後継指名したり、アラゴン王国のアルフォンソ5世に指名を変えたりと、気の変わりやすい女王だった。このためナポリ王国の政治に巻き込まれたアルフォンソ5世は、本国の政治を妃マリアに任せてナポリを征服し、1443年には「両シチリア国王」を称してイタリアの政治に深くかかわることになる。アルフォンソ5世没後はその弟フアン2世が本国とシチリアなど旧来の領土を受け継いだが、ナポリの王位はアルフォンソの庶子ドン・フェランテ（フェルディナンド1世）に与えられた。中世ヨーロッパでは私生児が君主になることは珍しく、ローマ教皇はドン・フェランテのナポリ王位を無効とした。これに乗じてヴァロワ朝のフランス国王シャルル8世が1494年ナポリに侵攻し、ナポリ王位に就くが、シャルルの即位は関係諸国の反感を買った。結局ナポリのフランス軍はアラゴン王フェルナンド2世の軍勢によって追放され、ナポリはアラゴン王家の領土となる。

### カスティーリャとの連合
1469年、アラゴン王太子フェルナンド（後のフェルナンド2世）がカスティーリャ王女イサベル（後のイサベル1世）と結婚し、1479年にはアラゴン王国とカスティーリャ＝レオン王国の同君連合が形成された。いわゆるスペイン王国（Monarquía Española）の成立である。教皇アレクサンデル6世はこの2人を「カトリック両王」と呼んだ。ただし各地方はそれぞれ独自のコルテス（身分制議会）や法制度を有し、自治制度が尊重された（この自治制度の温存がスペインを近代的国民国家に変質させる最大の足かせともなった）。1492年にはイベリア半島に最後まで残ったイスラム王朝のグラナダ王国も征服され、同年にはクリストファー・コロンブスが新大陸を発見する。もっとも、アメリカ大陸への進出はもっぱらカスティーリャ人によって担われ、アラゴン人、カタルーニャ人はバルセロナを拠点に地中海で活躍することになる。しかしカスティーリャ王国との連合、スペイン王国の成立は、アラゴン王国の地位を低下させることとなった。両国の国力の差は歴然で、次第にカスティーリャ王国を中心に統合され、さらにスペインの政策が地中海から新大陸へと移ったことで地中海への影響力は弱体化し、16世紀以降、西地中海にまで影響力を拡大したオスマン帝国によって、地中海帝国の座を奪われていった。
その後、スペイン継承戦争を経てスペイン・ブルボン朝の支配が確立し、18世紀初めには、新国家基本法により旧来の政治機構は解体されて中央集権化が図られた。かつてのアラゴン連合王国としてのイタリアの領土は、ブルボン家の分家によって支配される事となった。

## 年表
- 1035年：アラゴン王国（Reino d'Aragón）成立、初代国王ラミロ1世即位
- 1118年：アラゴン国王アルフォンソ1世のサラゴサ占領
- 1137年：アラゴン王国とバルセロナ伯領の連合によるアラゴン連合王国（Corona d'Aragón）の成立
- 1229年：アラゴン国王ハイメ1世、バレアレス諸島を占領（1235年まで）
- 1238年：アラゴン国王ハイメ1世、バレンシアを占領
- 1258年：アラゴン国王ハイメ1世とフランス国王ルイ9世がコルベイユ条約を締結
- 1282年：アラゴン国王ペドロ3世、シチリア島を領有（シチリアの晩鐘）
- 1343年：アラゴン国王ペドロ4世、バレアレス諸島を併合
- 1412年：カスペの妥協（アラゴン国王フェルナンド1世即位）トラスタマラ朝の成立
- 1442年：アラゴン国王アルフォンソ5世、ナポリ王国を領有
- 1469年：アラゴン王子フェルナンド（のちのフェルナンド2世）、カスティーリャ王女イサベル（のちのイサベル1世）と結婚
- 1479年：アラゴン王国とカスティーリャ王国の同君連合の成立（スペイン王国（Monarquía Española）の成立）。